# L'Amour et la Bête
Pour plus de détails, voir Fiche technique et Distribution.
L'Amour et la Bête (The Wagons Roll at Night) est un film américain réalisé par Ray Enright, sorti en 1941.

## Synopsis
Nick Coster (Humphrey Bogart) est le directeur à poigne de son cirque. Un jour, un lion (Caesar) considéré comme dangereux parce qu'imprévisible, s'échappe et s'enfuit au village voisin jusque dans l'épicerie de Matt Varney (Eddie Albert) qui arrive à le maîtriser. Nick, devant la popularité que Matt vient d'acquérir auprès des villageois, voit tout le bénéfice qu'il peut en tirer pour son cirque. Il annonce à Flo (Sylvia Sidney) la voyante, son amie, qu'il veut proposer à Matt de venir juste saluer les spectateurs dans la cage aux lions les soirs de représentation sous la sécurité de Hoffman the Great (Sig Ruman), le dompteur attitré. Devant l'affluence des spectateurs au fil des soirées, il l'embauche pour apprendre le métier auprès de Hoffman, ivrogne invétéré.
Un soir, Hoffman ne pouvant assurer sa prestation parce qu'ivre mort, Nick dans l'urgence convainc Matt qu'il est prêt et qu'il peut remplacer Hoffman pour faire le numéro. En réalité, il n'en est pas du tout sûr et se fait raconter ce qui se passe de l'extérieur du chapiteau. C'est le succès, alors Nick renvoie sur le champ Hoffman qui part hors de lui.
Alors que Nick s'est absenté pour voir son agent, Hoffman vient un soir pour se venger de Matt et se bagarre avec lui dans la ménagerie. Il le blesse sérieusement avant d'être tué par Caesar. Un homme venu avec lui déclare qu'il va chercher le shérif car pour lui c'est un meurtre.
Les "saltimbanques" ayant mauvaise presse, Flo, Doc et Snapper emmène immédiatement Matt en voiture pour lui éviter la pendaison. Flo dit qu'il faut l'emmener à « la ferme » pour qu'il soit soigné et en sécurité. Les autres ne veulent d'abord pas car cette ferme est celle de la famille de Nick. Celui-ci a toujours interdit à son personnel de faire référence à cet endroit et à sa famille. Cependant, devant l'urgence de l'état de santé de Matt, ils s'y rendent. Matt, soigné, tombe alors amoureux de Mary (Joan Leslie) sœur de Nick.
Nick, mis au courant, revient chercher Matt et sans ménagement lui impose d'oublier sa sœur et sa famille. Plus tard, Matt, toujours amoureux de Mary, va voir Flo pour savoir ce qu'il doit faire. Attristée parce qu'elle pensait qu'il l'aimait, elle lui conseille de retourner voir Mary pendant l'absence de Nick.
Quand celui-ci revient, Flo est en train de faire ses bagages pour quitter le cirque ; elle lui demande en outre de laisser Matt et Mary faire leur vie. Fou de rage, il retourne chercher Matt. Il lui demande de faire un numéro avec Caesar, ce lion extrêmement dangereux, lui faisant croire qu'il a l'envergure pour faire un grand numéro. Pendant la représentation durant laquelle le lion ne cesse d'attaquer Matt, Flo et Mary venues en urgence, supplient Nick d'épargner Matt.

## Fiche technique
- Titre : L'Amour et la Bête
- Titre original : The Wagons Roll at Night
- Réalisateur : Ray Enright
- Scénario : Fred Niblo, jr et Barry Trivers, sur une histoire de Francis Wallace
- Producteur associé : Harlan Thompson
- Société de production et de distribution : Warner Bros. Pictures Inc.
- Directeur des dialogues : Jo Graham
- Directeur musical : Leo F. Forbstein
- Musique originale : H. Roemmeld
- Arrangements orchestraux : Ray Heindorf
- Conseiller technique : Charles Perry
- Directeur photo : Sid Hickox A.S.C.
- Directeur artistique : Hugh Reticker
- Costumes : Milo Anderson
- Effets spéciaux : Byron Haskin A.S.C. et H.F. Koenekamp A.S.C.
- Maquilleur : Perc Westmore
- Pays de production :  États-Unis
- Langue de tournage : anglais
- Format : 1:37
- Procédé : noir et blanc
- Genre : drame
- Son : mono (RCA System) par E.A. Brown
- Durée : 84 minutes
- Date de sortie : 25 avril 1941

## Distribution
- Humphrey Bogart : Nick Coster
- Sylvia Sidney : Flo Lorraine
- Joan Leslie : Mary Coster
- Eddie Albert : Matt Varney
- Sig Ruman : Hoffman the Great
- Cliff Clark : Doc
- Charley Foy : Snapper
- Frank Wilcox : Tex
- John Ridgely : Arch
- Clara Blandick : Mrs. Williams
- Aldrich Bowker : Mr. Williams
- Garry Owen : Gus
- Jack Mower : Bundy
- Frank Mayo : Wally

## Commentaires
Dans le film, plusieurs fois, sur des affiches, banderoles et grosse caisse de batterie : « Nick Coster's original carnival Coney Island ».
« Carnival » a été traduit par cirque alors qu'il signifie « carnaval ». Ce mot français « carnaval » ne correspond pas à l'entreprise de Nick puisque itinérante. Ce n'est pas non plus un cirque au sens où l'on peut l'entendre maintenant ; un spectacle d'une succession de numéros présentés sur la piste d'un chapiteau. À l'époque (années 1940), les visiteurs se promenaient la journée parmi les différents chapiteaux et des spectacles étaient présentés à certaines heures. Cela ressemblerait plutôt à la fête foraine du début du XXe siècle[réf. nécessaire].